# Сухая (приток Малой Ушайки)
Сухая — река в Томской области России. Устье реки находится в 18 км по правому берегу от устья реки Малой Ушайки, в двух километрах к востоку от деревни Лязгино. Длина реки составляет 12 км.
Правый приток — река Чёрная.

## Данные водного реестра
По данным государственного водного реестра России относится к Верхнеобскому бассейновому округу, водохозяйственный участок реки — Томь от города Кемерово и до устья, речной подбассейн реки — Томь. Речной бассейн реки — (Верхняя) Обь до впадения Иртыша.